# Микитівка (Шосткинський район)
Микиті́вка — село в Україні, у Свеській селищній громаді Шосткинського району Сумської області. Площа — 147 га. Населення становить 357 осіб. До 2020 орган місцевого самоврядування — Микитівська сільська рада, до складу якої входили також села Зорине та Зелена Діброва

## Географія
Село Микитівка розташване на березі річки Свіса (переважно на лівому березі) в східній частині Шосткинського району. Вище за течією на відстані 1,5 км розташоване ліквідоване село Протопопівка, нижче за течією на відстані 3 км розташоване село Шевченкове. Поруч проходить залізниця, найближчі станції Свеса і Холмівка за 6 км. До смт Ямпіль — 14 км. Неподалік від села розташований Микитівський заказник.

## Історія
Точну дату заснування села ніхто не пам'ятає. Вважають, що село засноване приблизно у XVIII столітті. За легендою тут оселився відставний козак Микита.
В 1917 році село входить до складу Української Народної Республіки.
Внаслідок поразки Перших визвольних змагань село надовго окуповане більшовицькими загарбниками. Радянську владу в селі встановлено у січні 1918 року. За період колективізації було створено два колгоспи: «Червона Зірка» та ім. Кагановича. Пізніше вони були об'єднані в один колгосп ім. Кагановича, а згодом його перейменували в колгосп ім. Карла Маркса.
Як згадують старожили 1932–1933 роки були неврожайні, на додачу ще й примусова колективізація, все це разом і спричинило голод. У людей забирали все — їжу, одяг, тканину, худобу. Люди пережили Голодомор.
Після приходу в село німців під час Німецько-радянської війни влада в селі змінювалася майже щодня. Вранці німці, мадяри, ввечері партизани. В селі точилися запеклі бої. 19 березня 1942 року німці провели каральну операцію. Німецькі націонал-соціалісти зігнали всіх жителів на майдан і залишили їх цілий день стояти на морозі, поки самі палили село. Спроба присісти викликала кулеметну чергу. Цього дня в селі було розстріляно 10 чоловік, а сім'я зв'язкового партизанів Руденка Ф. Ю. була спалена у власній хаті.
1 вересня 1943 року у селі відновлено окупаційний радянський режим силами 6-ї гвардійської стрілецької дивізії Червоної Армії.
На фронтах Німецько-радянської війни та в партизанських загонах воювало 600 уродженців цих місць, з них 360 померли на боці СРСР, 258 нагороджені радянськими орденами й медалями за «мужність і героїзм». У центрі села у братській могилі поховані радянські воїни, які загинули під час відновлення в селі радянської влади.
З 24 серпня 1991 року село належить до незалежної України.

## Сьогодення
Сьогодні в селі працює клуб, бібліотечна філія Ямпільської ЦБС, поштове відділення, приватні магазини. Окраса села — Микитівська загальноосвітня школа І-ІІ ступенів.
В цьому мальовничому місці знаходиться рукотворний ставок Протопопівка площею 42 га, що на річці Янівка — улюблене місце відпочинку жителів району.

## Відомі люди
- Висоцький Георгій Миколайович — видатний український вчений у галузі лісівництва, ґрунтознавства, геоботаніки, фізичної географії і гідрології, академік НАНУ, основоположник науки про ліс і лісову дослідницьку справу.